# 荒嶋恵里子

荒嶋 恵里子（あらしま えりこ、1970年3月26日 - ）は、NHKニュース7への出演などで知られる気象予報士である。美人顔であると話題になることもある。

## 略歴
神奈川県出身。神奈川県立逗葉高等学校を経て、明治学院大学法学部を卒業後、全日本空輸に入社、国内線の客室乗務員を務める。
同社退社後の2001年、気象情報会社・株式会社ウェザーニューズに入社。
同年気象予報士資格を取得し、「ウェザーニュース」などの気象番組に出演していた。
2002年9月、NHKニュース7の土曜日・祝日の気象情報を担当していたウェザーニューズ所属の島津尚子キャスターが出産のため降板したのに伴い、後任として起用され、以来2005年3月までの2年半にわたって同放送枠を担当した（2004年4月以降は土曜日・日曜日の出演に変更）。その後、2006年3月にかけて、NHK総合テレビの関東甲信越地区向け気象情報に出演した。
2006年10月には、テレビ朝日のスーパーJチャンネルに、レギュラーキャスターの今村涼子の夏季休暇の代打として1週間出演した。
なお「電波タイムズ」のインタビューで、既婚であることを明らかにしている。

## 主な出演番組
- NHKニュース7 （土祝→土日） （NHK総合テレビ、2002年9月14日 - 2005年3月27日）
- 気象情報 （関東甲信越地区・21:58-22:00） （NHK総合テレビ、2005年3月28日 - 2006年3月31日）
- スーパーJチャンネル　（関東ローカル）　（テレビ朝日 2006年10月16日 - 10月20日）

## 参考記事
- 電波タイムズ　（2005年4月27日　インタビュー「気象キャスターに聞く」）
- 毎日新聞　（2005年6月8日夕刊　特集WORLD「ちょっと気になるお天気お姉さん」）